# Die Drau
Die Drau su bile hrvatski tjednik i dnevnik na njemačkom iz Osijeka. Izašle su prvi put 1868., a prestale su izlaziti 1938.
Do 1907. su izlazile triput tjedno, a od 1907. izlaze kao dnevni list.
Ovaj list su pokrenuli grof Ladislav Pejačević i Julije pl. Jelačić, koji je bio šurjak barunu Levinu Rauchu. Pokrenut je 19. srpnja 1868., prije nego što je imala početi saborska rasprava o Hrvatsko-ugarskoj nagodbi. 
Ovaj politički list je bio novinarskim i političkiim polazištem za Josipa Franka, kasnijeg utemeljitelja Čiste stranke prava. 
Urednici su mu bili Gustav Wagner, Jakov Frank, Lavoslav Selinger, Teodor Skrbić i Stjepan Frauenhaum.